# All the Stars
Singles de Kendrick Lamar et SZA
Love
(2017)
Singles par SZA
The Weekend
(2017) Broken Clocks
(2018)
All the Stars est une chanson du rappeur Kendrick Lamar et de la chanteuse SZA sortie en janvier 2018, issue de l'album Black Panther: The Album.

## Classements
| Classements (2018)                     | Meilleure position |
| -------------------------------------- | ------------------ |
| Allemagne (Media Control AG)           | 27                 |
| Australie (ARIA)                       | 2                  |
| Autriche (Ö3 Austria Top 40)           | 25                 |
| Belgique (Flandre Ultratop 50 Singles) | 21                 |
| Belgique (Wallonie Ultratip 50)        | 11                 |
| Danemark (Tracklisten)                 | 12                 |
| France (SNEP)                          | 21                 |
| Italie (FIMI)                          | 34                 |
| Pays-Bas (Nederlandse Top 40)          | 29                 |
| Pays-Bas (Single Top 100)              | 20                 |
| Nouvelle-Zélande (RMNZ)                | 2                  |
| Norvège (VG-lista)                     | 7                  |
| Portugal (AFP)                         | 2                  |
| Écosse (OCC)                           | 18                 |
| Suède (Sverigetopplistan)              | 9                  |
| Royaume-Uni (UK Singles Chart)         | 18                 |

## Certifications
| Région | Certification | Ventes/Streams |
| --- | ------------- | -------------- |
| Australie (ARIA) | Platine       | 70 000^        |
| Canada (Music Canada) | Platine       | 80 000^        |
| France (SNEP) | Platine       | 250 000*       |
| *Ventes selon la certification ^Mise en rayon selon la certification xNon précisé par la certification ‡ventes/streaming selon la certification |               |                |